# Microrregión del Baixo Cotinguiba
La microrregión del Baixo Cotinguiba es una de las microrregiones del estado brasilero de Sergipe perteneciente a la mesorregión del Este Sergipano. Está dividida en siete municipios.

## Municipios
- Carmópolis
- General Maynard
- Laranjeiras
- Maruim
- Riachuelo
- Rosário do Catete
- Santo Amaro das Brotas

- Datos: Q2112389